# 嶋津千利世
嶋津 千利世（しまづ ちとせ、1914年5月9日 - 2000年12月28日）は、日本の女性問題研究家。島津千利世とも。
茨城県生まれ。1949年日本大学法文学部卒。群馬大学教育学部助教授、教授。80年定年退官。

## 著書
- 『女子労働者 戦後の綿紡績工場』岩波新書 1953
- 『婦人労働の理論』青木書店 1978
- 『嶋津千利世著作選集』全3巻　学習の友社 1993

### 共編著
- 『「合理化」と婦人労働者』編 労働旬報社 1970
- 『婦人と労働』編 新日本出版社 1970
- 『婦人論』原田二郎共著 日本青年出版社 青年のための社会科学 1970
- 『働く婦人と母性保護』編 労働旬報社 労旬新書 1973
- 『古典入門 家族・私有財産・国家の起源 上』原田二郎共著 汐文社 婦人論シリーズ 1974
- 『講座現代の婦人労働』全4巻 黒川俊雄、犬丸義一共編 労働旬報社 1978
- 『男女平等教育』山科三郎ほか共編 青木書店 1985

## 論文
- <嶋津千利世